# 1402
Évszázadok: 14. század – 15. század – 16. század
Évtizedek: 1350-es évek – 1360-as évek – 1370-es évek – 1380-as évek – 1390-es évek – 1400-as évek – 1410-es évek – 1420-as évek – 1430-as évek – 1440-es évek – 1450-es évek
Évek: 1397 – 1398 – 1399 – 1400 –  1401 – 1402 – 1403 – 1404 – 1405 – 1406 – 1407

## Események

### Határozott dátumú események
- július 20. – I. Bajazid oszmán szultán az ankarai csatában Timur Lenk fogságába esik,[1] és ezzel megkezdődik az oszmán interregnum.
- szeptember 3. – Giovanni Maria Visconti herceg (Gian Galeazzo fia) uralkodásának kezdete Milánóban. (A herceg 1412-ig uralkodik.)
- szeptember 14. – A homildon hill-i csatában az észak-angliai nemesi sereg – Henry Percy vezetésével – legyőzi a skót sereget, melyet Douglas grófja vezet.
- november 26. – Évreux-i Blanka navarrai infánsnő – aki 1425-től I. Blanka néven Navarra királynője – feleségül megy az I. Mária szicíliai királynő halálával 1401-ben megözvegyült I. (Ifjú) Márton szicíliai királyhoz. (Blankát az esküvőt követően még ugyanaznap Palermóban Szicília királynéjává koronázzák.)
- december 25. – Nagyváradon a Kanizsai-liga Nápolyi Lászlót ismeri el magyar királynak.

### Határozatlan dátumú események
- szeptember – Luxemburgi Zsigmond örökösödési szerződést köt IV. Albert osztrák herceggel, melyben kölcsönösen elismerik egymás örökösödési jogát.
- az év folyamán – Zsigmond Garai Miklóst nevezi ki nádorrá, egyúttal elmozdítja hivatalaikból azokat, akik nem tartoznak a Garai-ligához. (Erre a Kanizsai-liga a trónkövetelő László nápolyi király pártjára áll és csatlakozik a Dalmáciát hódoltató nápolyi sereghez.)

## Születések
- Lajos savoyai herceg († 1465)
- augusztus 15. – Humphrey Stafford, a franciaországi angol csapatok parancsnoka a százéves háborúban († 1460)

## Halálozások
- augusztus 1. – Yorki Edmund, III. Eduárd angol király fia (*  1341)
- szeptember 3. – Gian Galeazzo Visconti, Milánó első hercege (* 1351)